# Aurigny

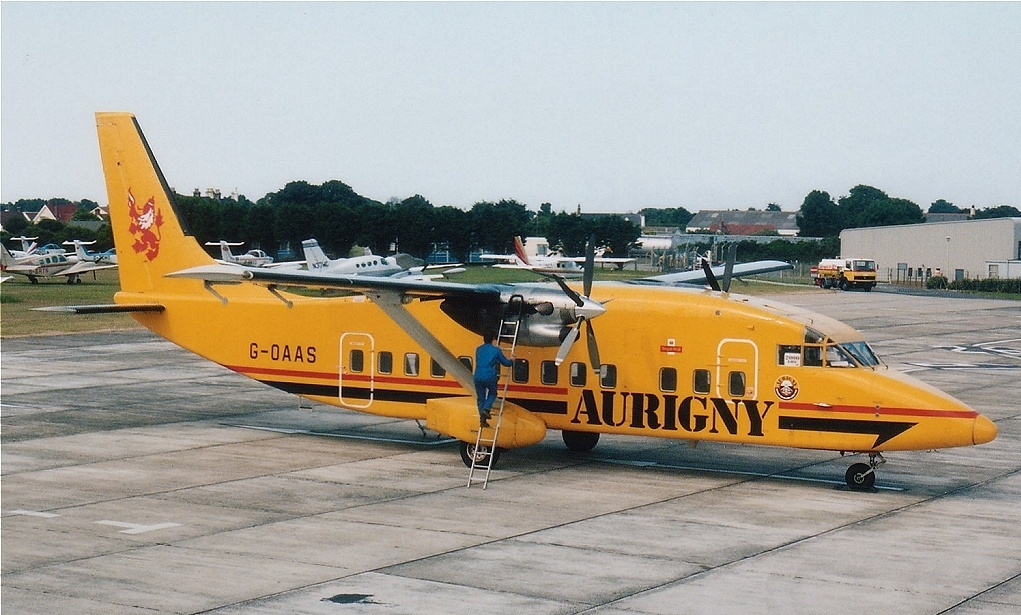
Short 360 på Guernsey Airport 1995.

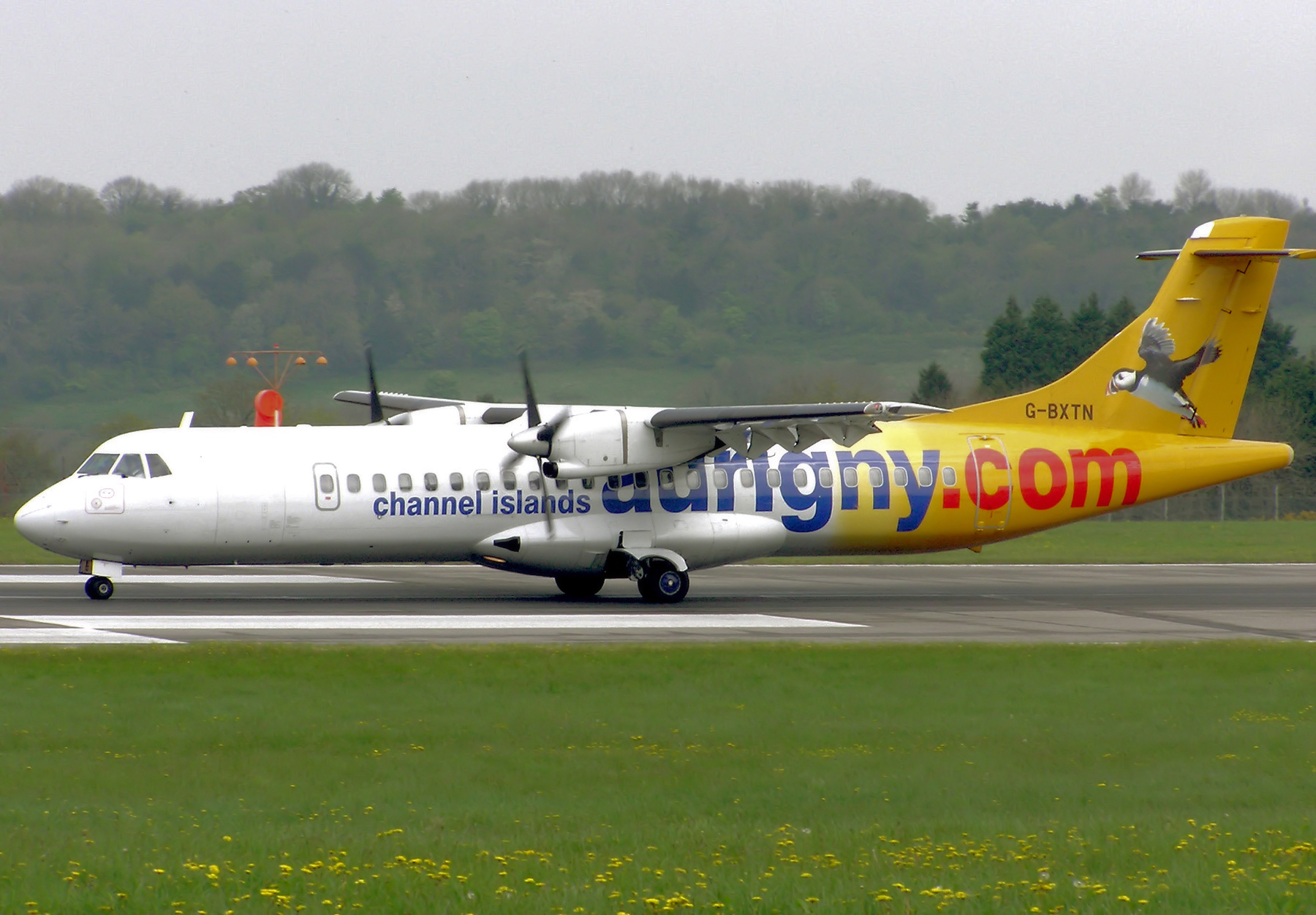
Ett av flygbolagets flygplan.

Aurigny Air Services Limited, känt som Aurigny, är det nationella flygbolaget på Guernsey med huvudkontoret bredvid Guernsey Airport. Flygbolaget är helägt av staten i Guernsey sedan förstatligandet 2003. Aurigny flyger inom Kanalöarna, Storbritannien och Frankrike. Det har sin främsta bas i Guernsey, men har även en fokusort i Alderney. Aurigny är ett av de längsta levande regionala flygbolagen i världen, och ett av de äldsta flygbolagen i Storbritannien bortsett från Loganair och Monarch Airlines.

## Destinationer

### Nuvarande destinationer
Följande flygplatser trafikerades av Aurigny (augusti 2017):
Brittiska kronbesittningar
- Alderney - Alderney Airport Fokusort
- Guernsey - Guernsey Airport Hubb

Frankrike
- Dinard/Saint-Malo - Dinard–Pleurtuit–Saint-Malo flygplats
- Grenoble - Grenoble-Isère flygplats Säsong

Storbritannien
- Bristol - Bristol Airport
- East Midlands - East Midlands Airport
- Leeds/Bradford - Leeds Bradford Airport
- London
  - London Gatwick Airport
  - London City Airport (upphör 27 oktober 2017)
  - London Stansted Airport
- Manchester - Manchester Airport
- Norwich - Norwich International Airport Säsong
- Southampton - Southampton Airport

### Tidigare destinationer
Följande flygplatser har trafikerats tidigare av Aurigny:
Brittiska kronbesittningar
- Jersey - Jerseys flygplats

Frankrike
- Cherbourg - Cherbourg-Maupertus flygplats
- Caen - Caen-Carpiquets flygplats
- Granville - Granville-Mont-Saint-Michels flygplats

Nederländerna
- Amsterdam - Amsterdam-Schiphols flygplats

Spanien
- Barcelona - Barcelona-El Prats flygplats[2]

Storbritannien
- Brighton - Brighton Shoreham Airport
- Bournemouth - Bournemouth Airport
- Cambridge - Cambridge Airport Charter
- Gloucester - Gloucestershire Airport Charter
- Kent - Manston Airport Charter

## Flotta
I november 2016 bestod Aurigny Air Services flotta av:
| Flygplan                     | I trafik | Beställningar | Passagerare |
| ---------------------------- | -------- | ------------- | ----------- |
| ATR 42-500                   | 1        | —             | 48          |
| ATR 72-500                   | 3        | —             | 72          |
| Dornier 228                  | 3        | —             | 18          |
| RUAG Aviation Dornier 228 NG | 1        | 1             | 19          |
| Embraer 195                  | 1        | —             | 122         |
| Totalt                       | 9        | 1             |             |